# 阿尔多·奥雷吉
阿尔多·奥雷吉（義大利語：Aldo Aureggi，1931年10月6日—2020年8月21日），意大利击剑运动员。他曾获得1960年夏季奥运会男子花剑团体银牌及1957年世界击剑锦标赛男子团体花剑铜牌。